# اندرو گوئرو
اندرو گوئرو (انگلیسی: Andreu Guerao؛ زادهٔ ۱۷ ژوئن ۱۹۸۳) بازیکن فوتبال اهل اسپانیا است.
از باشگاه‌هایی که در آن بازی کرده‌است می‌توان به باشگاه فوتبال راسینگ سانتاندر، باشگاه فوتبال بارسلونا سی، باشگاه فوتبال لخیا گدانسک، باشگاه فوتبال وسترن سیدنی واندررز، باشگاه فوتبال پولونیا ورشو، باشگاه فوتبال اسپورتینگ خیخون، باشگاه فوتبال بارسلونا بی، باشگاه فوتبال اوکلند سیتی، باشگاه فوتبال دینامو تفلیس، و باشگاه فوتبال بارسلونا اشاره کرد.